# Anderson v. Griswold
 (décembre 2023).
La mise en forme du texte ne suit pas les recommandations de Wikipédia : il faut le « wikifier ».
Les points d'amélioration suivants sont les cas les plus fréquents :
- Les titres sont pré-formatés par le logiciel. Ils ne sont ni en capitales, ni en gras.
- Le texte ne doit pas être écrit en capitales (les noms de famille non plus), ni en gras, ni en italique, ni en « petit »…
- Le gras n'est utilisé que pour surligner le titre de l'article dans l'introduction, une seule fois.
- L'italique est rarement utilisé : mots en langue étrangère, titres d'œuvres, noms de bateaux, etc.
- Les citations ne sont pas en italique mais en corps de texte normal. Elles sont entourées par des guillemets français : « et ».
- Les listes à puces sont à éviter, des paragraphes rédigés étant largement préférés. Les tableaux sont à réserver à la présentation de données structurées (résultats, etc.).
- Les appels de note de bas de page (petits chiffres en exposant, introduits par l'outil «  Source ») sont à placer entre la fin de phrase et le point final[comme ça].
- Les liens internes (vers d'autres articles de Wikipédia) sont à choisir avec parcimonie. Créez des liens vers des articles approfondissant le sujet. Les termes génériques sans rapport avec le sujet sont à éviter, ainsi que les répétitions de liens vers un même terme.
- Les liens externes sont à placer uniquement dans une section « Liens externes », à la fin de l'article. Ces liens sont à choisir avec parcimonie suivant les règles définies. Si un lien sert de source à l'article, son insertion dans le texte est à faire par les notes de bas de page.
- La présentation des références doit suivre les conventions bibliographiques. Il est recommandé d'utiliser les modèles {{Ouvrage}}, {{Chapitre}}, {{Article}}, {{Lien web}} et/ou {{Bibliographie}}. Le mode d'édition visuel peut mettre en forme automatiquement les références.
- Insérer une infobox (cadre d'informations à droite) n'est pas obligatoire pour parachever la mise en page.

Pour une aide détaillée, merci de consulter Aide:Wikification.
Si vous pensez que ces points ont été résolus, vous pouvez retirer ce bandeau et améliorer la mise en forme d'un autre article.
Norma Anderson, et al. v. Jena Griswold est une affaire de la Cour suprême du Colorado (en) dans laquelle la Cour a rejeté l'éligibilité présidentielle (en) de Donald Trump, ancien président des États-Unis et candidat à l'élection présidentielle de 2024, sur la base de son implication dans l'attaque du Capitole du 6 janvier. La Cour a jugé que les actions de Trump avant et pendant l'attaque constituaient une participation à une insurrection, le quatorzième amendement disqualifiant les candidats à la présidentielle qui se sont engagés dans une insurrection contre les États-Unis. La décision de la Cour suprême du Colorado dans l'affaire Anderson v. Griswold marque la première fois qu'un candidat à la présidence est disqualifié de ses fonctions dans un État sur la base du quatorzième amendement.

## Contexte

### Attaque du Capitole du 6 janvier
Le 19 décembre 2020, six semaines après sa défaite électorale, Trump a exhorté ses partisans sur Twitter à manifester à Washington, DC, le 6 janvier, jour où le Congrès devait certifier les résultats de l'élection, en écrivant : "Soyez là, sois sauvage!" Au cours des semaines suivantes, Trump répétera la date du 6 janvier. Les organisations militantes et les groupes affiliés à la théorie du complot QAnon ont formulé des plans logistiques pour se rassembler au Capitole des États-Unis. Trump a continué de répéter de fausses déclarations sur les élections précédant le 6 janvier, notamment en Géorgie, en Pennsylvanie, au Michigan, au Nevada et en Arizona. Le matin du 6 janvier, Trump a prononcé un discours dans l'Ellipse, un parc elliptique près de la Maison Blanche, et a encouragé ses partisans à descendre sur Pennsylvania Avenue pour susciter chez les républicains "le genre de fierté et d'audace dont ils ont besoin pour reprendre notre pays".
Après ces événements, une procédure d'impeachment est lancée contre Trump qui est acquitté par le Sénat. La Chambre des représentants délègue une enquête durant le 117e Congrès sur le rôle de Trump durant l'attaque. Bien qu'il ait quitté le bureau ovale, les démocrates envisagent alors d'appliquer le XIVe amendement afin qu'il ne puisse plus occuper de charges électorales. 

### Section 3 du XIVeamendement
Cette section du quatorzième amendement est décrite comme la « clause d'insurrection ». C'est une conséquence directe de la guerre de sécession, en empêchant les confédérés de revenir au pouvoir, bien que cette interdiction puisse être levée par un vote du Congrès. 
En août 2023, des juristes conservateurs et membres de la Federalist Society, William Baude (en) et Michael Stokes Paulsen (en), dans un article publié dans la revue de droit de l'Université de Pennsylvanie, ont affirmé que Trump n'était pas éligible à la présidence, en raison de son complot électoral frauduleux (en) et ses "encouragements spécifiques" du 6 janvier, notamment le refus de faire appel à la Garde nationale, soutenue par la commission spéciale de la Chambre sur l'attaque du 6 janvier (en) et son deuxième acte d'accusation fédéral (en). Baude et Paulsen admettent cependant que le précédent juridique In re Griffin (1869) plaide en faveur d'une interprétation pragmatique et conséquentialiste de la troisième section. Dans un projet de document, les professeurs de droit Josh Blackman (en) et Seth Barrett Tillman se sont opposés au fondement d'une disqualification de Trump grâce au quatorzième amendement. L'un des termes de l'amendement est sujet à interprétation. Le texte ne cite pas explicitement la présidence mais disqualifie politiquement les fonctionnaires (officers) des États-Unis ayant prêté serment qui ont provoqué une insurrection. Plusieurs spécialistes du droit ont des opinions divergentes pour juger si le président est un officer et donc visé par la clause.
En mars 2022, un juge de district fédéral a statué que Madison Cawthorn, alors représentante, ne pouvait pas être considérée comme une insurrectionnelle.

## Tribunal de district
Le 6 septembre 2023, six électeurs républicains du Colorado, rejoints par l'organisation de surveillance Citizens for Responsibility and Ethics in Washington (en), ont déposé une plainte auprès du tribunal de district du district du Colorado (en), invoquant la théorie de la disqualification du quatorzième amendement. Le procès demande au tribunal d'empêcher Trump de comparaître à la primaire présidentielle républicaine de l'État (en), en nommant la secrétaire d'État du Colorado, Jena Griswold (en). Trump et le Comité central de l'État républicain du Colorado (en) sont nommés intervenants.
Le procès a débuté le 30 octobre. La juge Sarah B. Wallace a refusé la demande des avocats de Trump de classer l'affaire. Le 17 novembre, Wallace a statué que Trump s'était engagé dans une insurrection mais pouvait rester sur le bulletin de vote, c'est la première fois qu'un juge a explicitement déclaré que Trump avait incité à l'attaque du Capitole le 6 janvier. Wallace a déclaré que Trump n'était pas un officier des États-Unis avec "peu de preuves directes" suggérant que la présidence fait partie du fonctionnaire.

## Cour suprême du Colorado
Les plaignants ont fait appel le 20 novembre. La Cour suprême du Colorado a accepté de se saisir de l'affaire Anderson v. Griswold le 21 novembre. Le 19 décembre, la Cour a statué dans une décision per curiam de 4 contre 3 que Trump est disqualifié du scrutin primaire, annulant la décision du tribunal de district. Le juge en chef Brian Boatright (en) et les juges Carlos Samour (en) et Maria Berkenkotter (en) ont exprimé des opinions dissidentes. La campagne de Trump a déclaré qu'elle ferait appel de la décision devant la Cour suprême.

## Cour suprême des États-Unis d'Amérique
Le 5 janvier 2024, la Cour suprême des États-Unis d'Amérique accorde un bref de certiorari pour l'appel de l'ancien président Donald Trump contre la décision de la Cour suprême du Colorado dans l'affaire Anderson c. Griswold concernant son éligibilité à la présidence et prévoit les plaidoiries pour le 8 février 2024.
La cour suprême rendit sa décision au mois de mars. À l'unamité, même si des divergences apparaissent dans l'opinion, la Cour indique que seul le Congrès peut faire appliquer la clause d'insurrection et interdire un candidat par ce biais, et non les États.

## Réactions

### Donald Trump
Le porte-parole de la campagne, Steven Cheung (en), a déclaré que la décision de la Cour suprême du Colorado avait éliminé "le droit des électeurs du Colorado de voter pour le candidat de leur choix" et qu'ils "feraient rapidement appel auprès de la Cour suprême des États-Unis",. La campagne de Trump a utilisé la décision pour collecter des fonds, accusant les démocrates de tenter "d'acquérir un contrôle total sur l'Amérique en truquant les élections". Trump n'a pas mentionné la décision lors d'un discours quelques heures plus tard à Waterloo, dans l'Iowa.

### Parti républicain
Les candidats à la présidentielle Vivek Ramaswamy, Nikki Haley, et Ron DeSantis ont critiqué la décision. Chris Christie, un ardent critique de Trump, a déclaré que Trump devrait être "empêché d'être président des États-Unis par les électeurs". Le candidat Asa Hutchinson a déclaré que la décision "hanterait sa candidature", Hutchinson avait attiré l'attention sur la théorie de la disqualification du quatorzième amendement lors du premier débat républicain.
Le président de la Chambre, Mike Johnson, a qualifié la décision d'"attaque partisane à peine voilée". Le sénateur Thom Tillis a déclaré qu'il avait l'intention d'introduire une législation retenant les fonds fédéraux pour l'administration électorale aux États mettant en œuvre la théorie de disqualification du quatorzième amendement. La représentante Lauren Boebert a écrit que la décision était "conçue pour supprimer le vote et les voix de centaines de milliers de Coloradans". Le Parti républicain du Colorado a tweeté qu'il "se retirerait" de la primaire et utiliserait à la place un pur système de caucus si la décision est maintenue.

### Parti démocrate
Le président Joe Biden n'a pas répondu à la décision de la Cour suprême du Colorado. Le représentant Jason Crow a salué la décision.

### Internationales
Nayib Bukele, président du Salvador, a écrit que les États-Unis ont "perdu leur capacité à donner la leçon à tout autre pays sur la "démocratie"". Le secrétaire d'État Antony Blinken s'est entretenu avec Bukele pour critiquer le recul démocratique au Salvador.